# 武夷山镇
武夷山镇，是中华人民共和国江西省上饶市铅山县下辖的一个乡镇级行政单位。

## 行政区划
武夷山镇下辖以下地区：
车盘村、王村、下渠村、乌石村、沙畈村、岑源村、石垄村、篁村、薛家村和西坑村。